# 阿涅兹迪藏
阿涅兹迪藏（法語：Agnez-lès-Duisans）是法国北部-加来海峡大区加来海峡省的一个市镇，属于阿拉斯区博梅斯莱洛日县。该市镇2009年时的人口为653人。

## 人口
阿涅兹迪藏人口变化图示
| 数据来源：INSEE |